# Weinan
Weinan (xinès: 渭南; pinyin: Wèinán) és una ciutat a nivell de prefectura a la província de Shaanxi, al centre-est de la República Popular de la Xina. La ciutat es troba a la secció baixa de la confluència del riu Wei amb el riu Groc, a uns 60 km a l'est de la capital provincial Xi'an, i limita amb les províncies de Shanxi i Henan a l'est.
El nom "Weinan", que literalment significa "al sud del riu Wei", descriu la ubicació dels districtes urbans de la ciutat que es troben principalment al sud del riu Wei, encara que la majoria de la seva àrea metropolitana es troba en realitat al costat nord del riu.

## Història

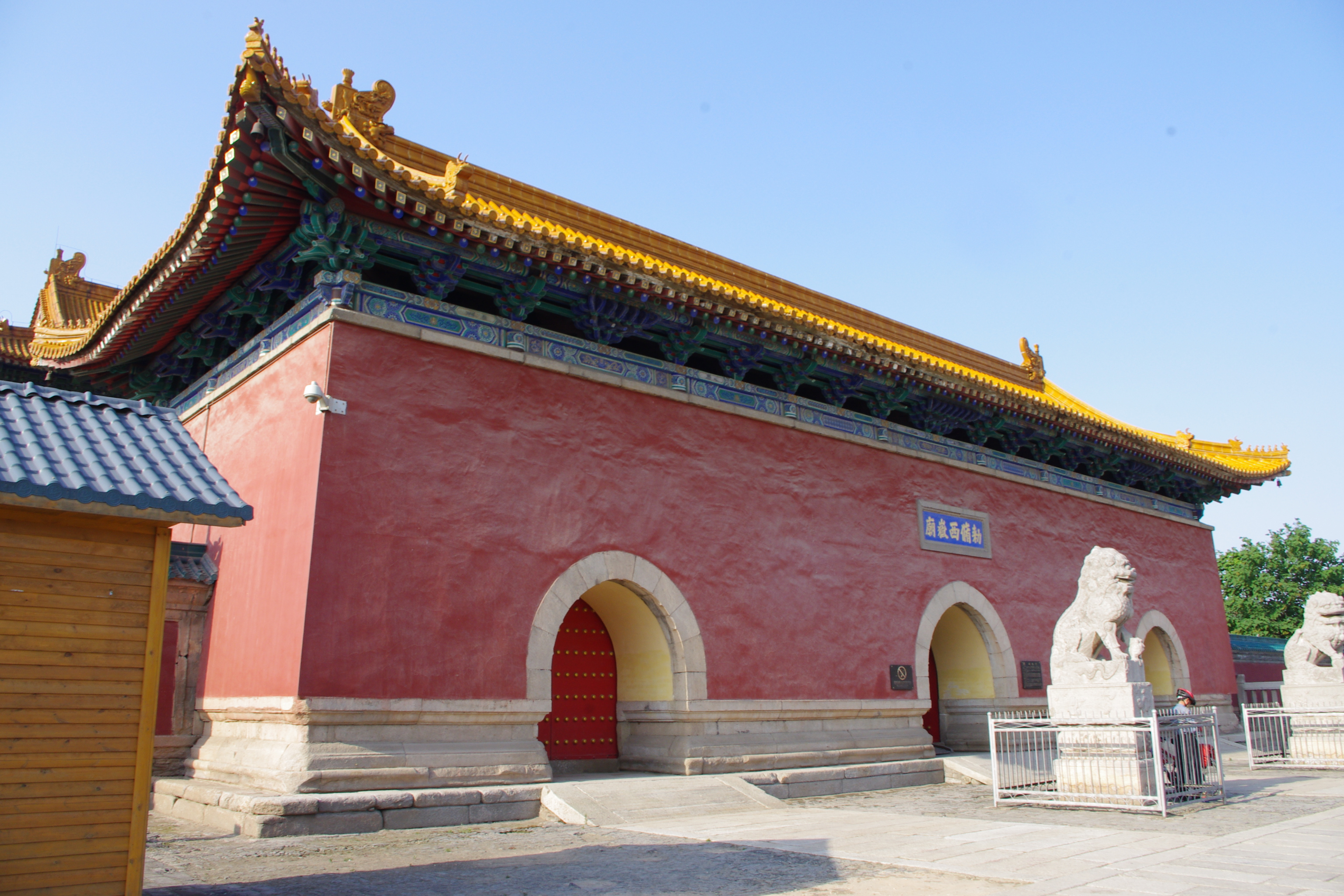
El temple de Xiyue va ser construït durant la dinastia Han.

Com a zona important entre l'antiga capital xinesa Xi'an i Luoyang, Weinan té una llarga història.

### Antiga

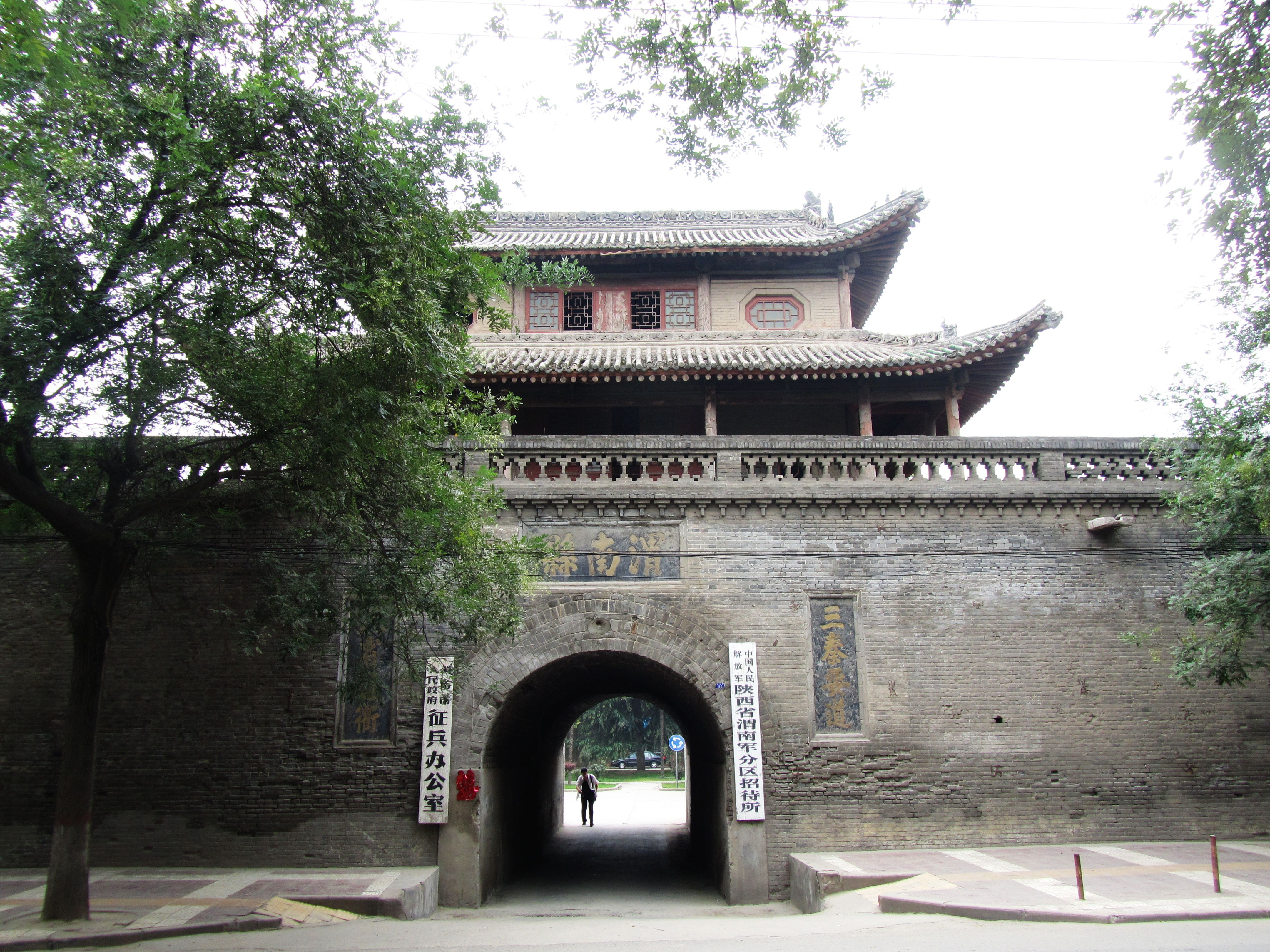
Torre del tambor de Weinan, construïda durant la dinastia Ming.

L'antic home de Dali vivia a la zona moderna de Weinan. El comtat de Xiagui va ser establert l'any 668 aC per l'estat de Qin. Weinan va rebre el seu nom l'any 360 per l'antic estat de Qin. A la dinastia Tang, 10 emperadors van ser enterrats a Weinan després de la seva mort. El matí del 23 de gener de 1556, el terratrèmol més mortífer registrat amb el seu epicentre a Huaxian va matar aproximadament 830.000 persones, destruint una àrea d'uns 840 quilòmetres d'ample.

### Moderna
La ciutat-prefectura de Weinan es va establir el 1995, en substitució de la prefectura de Weinan. A causa de la construcció de la presa de Sanmenxia, l'economia de la ciutat es va limitar a les seccions agrícoles i, per tant, el nivell de desenvolupament de la ciutat és molt inferior al d'altres ciutats de la província. La ciutat es va desenvolupar ràpidament després de la reforma econòmica a la Xina. La part est de la plana de Guanzhong ara pertany a la ciutat, fent de Weinan la segona ciutat més poblada de la província de Shaanxi, després de la capital Xi'an.